# Rachid Cherih
Rachid Cherih est un joueur puis entraineur algérien de handball,.

## Palmarès de joueur

### En clubs
OC Alger
- Vainqueur du Championnat d'Algérie : 1990, 1996.
- Vainqueur de la Coupe d'Algérie : 1996
- Vainqueur de la Coupe d'Afrique des vainqueurs de coupe : 1990

### avec l'Équipe d'Algérie
- 16e au championnat du monde 1995 ( Islande)
- 14e place du Championnat du monde junior 1989 ( Espagne)

## Palmarès d'entraîneur

### avec les Clubs
- Vainqueur du Championnat de Bahreïn : 2009 (avec   Barbar Club )
- Finaliste de la Supercoupe de Bahreïn : 2017 (avec  Al-Ahli Club)
- Finaliste de la Coupe des vice-présidents des Émirats arabes unis  : 2023 (avec   Mleiha CSC)

- Vainqueur du Championnat d'Algérie : 2025 (avec  O El Oued)